# جیمی هارتویگ
جیمی هارتویگ (انگلیسی: Jimmy Hartwig؛ زادهٔ ۵ اکتبر ۱۹۵۴) بازیکن فوتبال اهل آلمان است.
از باشگاه‌هایی که در آن بازی کرده‌است می‌توان به باشگاه فوتبال کلن، باشگاه فوتبال هامبورگ، باشگاه فوتبال مونیخ ۱۸۶۰، باشگاه فوتبال کیکرز اوفنباخ، باشگاه فوتبال اسنابروک، و باشگاه فوتبال ردبول زالتسبورگ اشاره کرد.
وی همچنین در تیم ملی فوتبال آلمان بازی کرده‌است.